# NGC 3310
NGC 3310 este o galaxie activă situată în constelația Ursa Mare. A fost descoperită în 12 aprilie 1789 de către William Herschel. Se află la o distanță de 20,2 de megaparseci de Pământ.